# Annami víziteknős
Az annami víziteknős (Mauremys annamensis) a hüllők (Reptilia) osztályába, a teknősök (Testudines) rendjébe és a földiteknősfélék (Geoemydidae) családjába tartozó faj.

## Előfordulása
Vietnám középső részén, kis területen honos.